# Бирзулово
Бирзулово (укр. Бирзулове) — село в Новомиргородской городской общине Новоукраинского района Кировоградской области Украины.
До 2020 года входило в Новомиргородский район
Население по переписи 2001 года составляло 137 человек. Почтовый индекс — 26009. Телефонный код — 5256.